# Bisdom Lafayette in Indiana
Het bisdom Lafayette in Indiana (Latijn: Dioecesis Lafayettensis in Indiana) is een rooms-katholiek bisdom met als zetel Lafayette, in de Amerikaanse staat Indiana. Het bisdom is suffragaan aan het aartsbisdom Indianapolis. 

## Geschiedenis
Het bisdom werd opgericht op 21 oktober 1944, uit delen van het bisdom Fort Wayne.  

## Parochies
Het bisdom had in 2021 een oppervlakte van 25.465 km2 en telde 1.365.400	inwoners waarvan 8,6% rooms-katholiek was.

## Bisschoppen
- John George Bennett (11 november 1944 - 20 november 1957)
- John Joseph Carberry (20 november 1957 - 16 januari 1965; coadjutor sinds 3 mei 1956)
- Raymond Joseph Gallagher (21 juni 1965 - 26 oktober 1982)
- George Avis Fulcher (8 februari 1983 - 25 januari 1984)
- William Leo Higi (7 april 1984 - 12 mei 2010)
- Timothy Lawrence Doherty (12 mei 2010 - heden)

## Galerij van afbeeldingen

Wapen van het bisdom
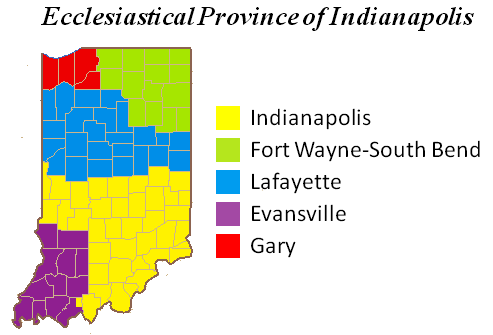
Kerkprovincie met aartsbisdom en suffragane bisdommen
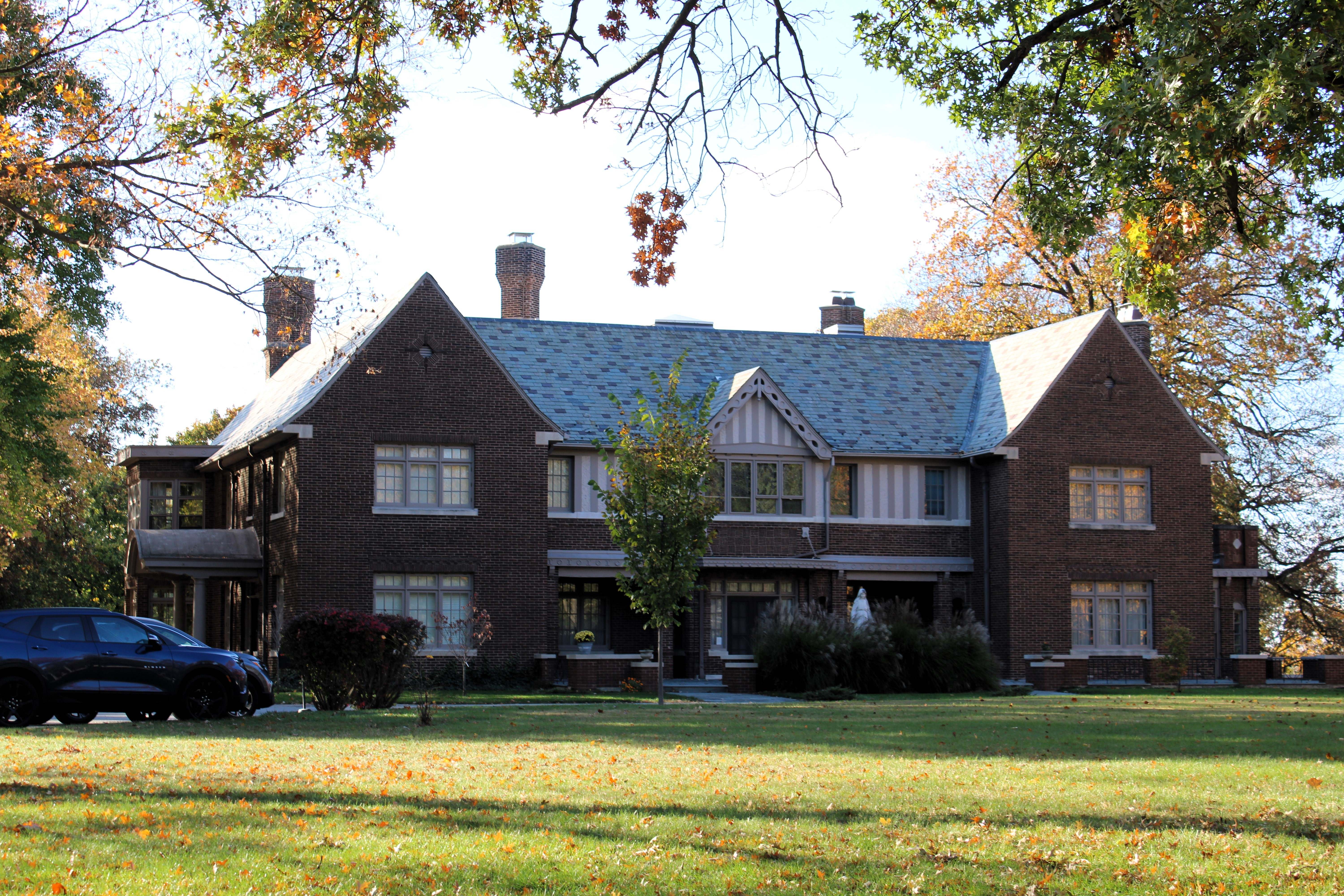
Pastoraal centrum van het bisdom

Indianapolis (aartsbisdom) · Evansville · Fort Wayne-South Bend · Gary · Lafayette in Indiana